# 卡伊里 (科明捷爾尼夫西克區)
46°56′13″N 30°57′51″E / 46.93694°N 30.96417°E
卡伊里（烏克蘭語：Каїри）是位於烏克蘭西南部的村莊，由敖德萨州贝雷济夫卡区的庫里索韋市鎮負責管轄。該村面積1.06平方公里，海拔高度16米，2001年該村落人口682。